# Hirondelle de Stolzmann
Tachycineta stolzmanni
Espèce
Statut de conservation UICN

 LC  : Préoccupation mineure
L'Hirondelle de Stolzmann (Tachycineta stolzmanni) ou hirondelle de Tumbes, est une espèce de passereaux de la famille des Hirundinidae.
C'est une espèce monotypique (non subdivisée en sous-espèces). Jusqu'en 2005, elle était considérée comme une sous-espèce de l'Hirondelle des mangroves (Tachycineta albilinea).
Son épithète spécifique rend hommage à Jean Stanislaus Stolzmann (1854-1928), ornithologue polonais ayant effectué un voyage d'étude au Pérou en 1871.
Cet oiseau vit dans la région du Tumbes (nord-ouest du Pérou et extrême sud-ouest de l'Équateur).